# Lewa Widełka
Lewa Widełka (dawniej niem. Linker Zweisel Graben lub Zweiselgraben) – potok w dorzeczu Odry będący jednym z dwóch cieków źródliskowych rzeki Morawki. Płynie w całości przez zalesione tereny w Górach Bialskich, w pobliżu Rezerwatu przyrody Nowa Morawa w Sudetach Wschodnich.
Wypływa z południowo-zachodniego stoku Rudych Krzyży w rejonie Tokowiska z wysokości ok. 880 m n.p.m. Płynie wąską, stosunkowo głęboką doliną między Solcem na południowym wschodzie i Skalną na północnym zachodzie. Dolina wypreparowana jest w łupkach metamorficznych i gnejsach. Porasta ją w całości świerkowy las dolnoreglowy z domieszką jodły, jaworu i buka. Po ok. 1,8 km od źródła łączy się na wysokości 815 m n.p.m. z napływającą z lewej strony Prawą Widełką.
Na wysokości ok. 850 m n.p.m. zachowały się ślady dawnej zapory wodnej, która gromadziła wody w tzw. "nowej śluzie", dzięki czemu potok mógł służyć do spławiania drewna. U zbiegu Prawej i Lewej Widełki znajdowała się ponadto tzw. "stara śluza". Obydwie są najlepiej zachowanymi pozostałościami urządzeń spławnych tego typu w okolicy.